# Oligota zonata
Oligota zonata är en skalbaggsart som beskrevs av Alexander Bierig 1934. Oligota zonata ingår i släktet Oligota och familjen kortvingar. Inga underarter finns listade i Catalogue of Life.